# Bitwa pod Miechowem (1734)
Bitwa pod Miechowem – stoczona 13 kwietnia 1734 przez wojska wierne prawowitemu władcy Rzeczypospolitej Stanisławowi Leszczyńskiemu z siłami saskimi. Było to jedno z nielicznych zwycięstw Polaków nad Sasami i Rosjanami w wojnie z lat 1733–1735 (wojna o sukcesję polską).

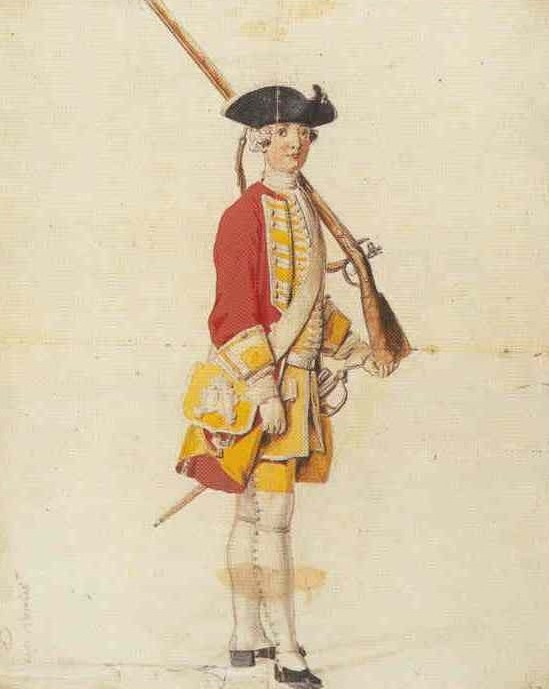
Piechur saski Augusta II

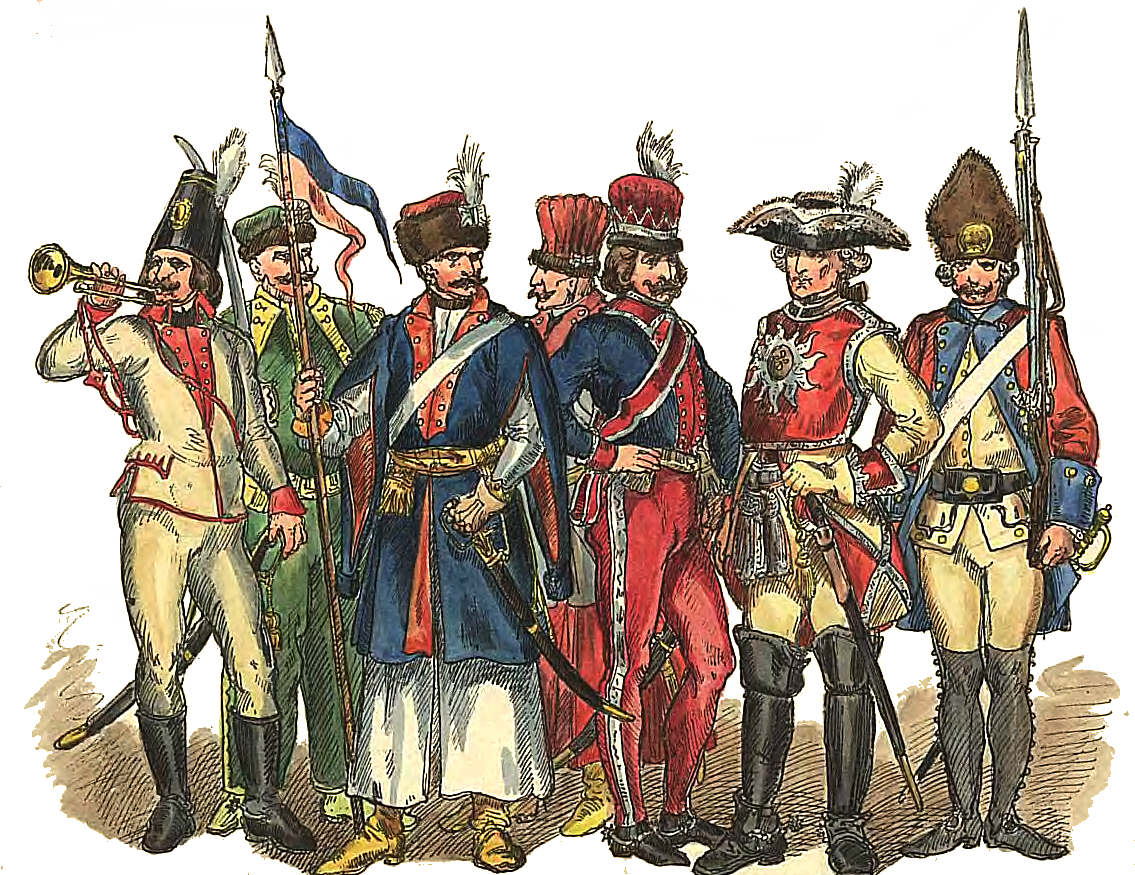
Wojsko polskie 1697- 1795 (pierwszy z prawej typowy żołnierz z lat 30. XVIII wieku)